# Samuel Carl Wetterholm
Samuel Carl Wetterholm, född 17 februari 1765 i Viby församling, Östergötlands län, död 7 juni 1817 i Furingstads församling, Östergötlands län, var en svensk präst.

## Biografi
Samuel Carl Wetterholm föddes 1765 i Viby socken. Han var son till komministern i Viby församling. Wetterholm studerade i Linköping och blev vårterminen 1782 student vid Lunds universitet. Han avlade 1788 filosofie kandidatexamen och promoverades 22 juni 1793 till filosofie magister. Wetterholm blev 14 september 1791 kollega vid Söderköpings trivialskola. Han blev 16 april 1803 rektor, med tillträde samma år, och prästvigdes 21 december 1804. Wetterholm avlade 13 februari 1805 pastoralexamen och blev 13 juli 1805 kyrkoherde i Östra Skrukeby församling, med tillträde 1807. Han utnämndes 1 september 1813 till prost och blev 20 mars 1816 kyrkoherde i Furingstads församling, med tillträde 1817. Wetterholm avled 1817 i Furingstads socken och begravdes 15 juni samma år av kyrkoherden P.A. Stenkula.

### Familj
Wetterholm gifte sig 1796 med Anna Catharina Tillberg (född 1777), dotter till kyrkoherden Marcus Tillberg i Östra Skrukeby församling och Anna Catharina Lindsten. De fick tillsammans barnen Peter Marcus Wetterholm (född 1797), Anna Beata Wetterholm (1798–1799), Anna Beata Wetterholm (1800–1800), Catharina Sophia Wetterholm (född 1801), Anna Charlotta Wetterholm (1803–1804), Carl Wilhelm Wetterholm (född 1805), Christina Margareta Wetterholm (född 1807), Anna Charlotta Wetterholm (född 1809), Samuel Marcus Wetterholm (1811–1812), Carolina Wilhelmina Charlotta Wetterholm (1813–1814) och Augusta Carolina Lovisa Wetterholm (född 1815).